# Турдаш (Алба)
Турдаш (рум. Turdaș) насеље је у Румунији у округу Алба у општини Хопарта. Oпштина се налази на надморској висини од 343 m.

## Становништво
Према подацима из 2002. године у насељу је живело 275 становника, од којих су сви румунске националности.